# Gymnastique aux Jeux africains de 1999
Navigation
1995 2003
Les compétitions de gymnastique aux Jeux africains de 1999 ont lieu du 9 au 14 septembre 1999 à Johannesbourg, en Afrique du Sud. 

## Médaillés en gymnastique artistique

### Hommes
| Épreuves                     | Or                                                                                           | Argent | Bronze  |
| ---------------------------- | -------------------------------------------------------------------------------------------- | ------ | ------- |
| Concours général par équipes | Afrique du Sud Christian Brezeanu Zoltan Erdey Simon Hutcheon Dewald Laubscher Atholl Myhill | Égypte | Nigeria |

### Femmes
| Épreuves                     | Or                                                                                          | Argent                   | Bronze                   |
| ---------------------------- | ------------------------------------------------------------------------------------------- | ------------------------ | ------------------------ |
| Concours général par équipes | Afrique du Sud Hanli Borcherds Caroline Demetriou Kerry Joyce Tammy le Roux Tamaryn Schultz | Égypte                   | Namibie                  |
| Concours général individuel  | Dalal Rateb (EGY)                                                                           | Tamaryn Schultz (RSA)    | Hanli Borcherds (RSA)    |
| Saut de cheval               | Dalal Rateb (EGY)                                                                           | Tamaryn Schultz (RSA)    | Farrah El-Gueretly (EGY) |
| Barres asymétriques          | Tamaryn Schultz (RSA)                                                                       | Dalal Rateb (EGY)        | Hanli Borcherds (RSA)    |
| Poutre                       | Hanli Borcherds (RSA)                                                                       | Farrah El-Gueretly (EGY) | Tamaryn Schultz (RSA)    |
| Sol                          | Dalal Rateb (EGY)                                                                           | Tamaryn Schultz (RSA)    | Caroline Demetriou (RSA) |

## Médaillés en gymnastique rythmique

### Femmes
| Épreuves                       | Or                     | Argent                                                                            | Bronze                 |
| ------------------------------ | ---------------------- | --------------------------------------------------------------------------------- | ---------------------- |
| Concours général par équipes   | Égypte                 | Afrique du Sud Michelle Cameron Allison de Vries Jo-Anne Nelson Nicole van Vuuren | Cap-Vert               |
| Concours général individuel I  | Yasmin Lotfi (EGY)     | Sherin Taami (EGY)                                                                | Michelle Cameron (RSA) |
| Concours général individuel II | Michelle Cameron (RSA) | Sherin Taami (EGY)                                                                | Yasmin Lotfi (EGY)     |
| Corde                          | Yasmin Lotfi (EGY)     | Sherin Taami (EGY)                                                                | Jo-Anne Nelson (RSA)   |
| Cerceau                        | Yasmin Lotfi (EGY)     | Sherin Taami (EGY)                                                                | Jo-Anne Nelson (RSA)   |